# بن وبستر
 بن وبستر (انگلیسی: Ben Webster؛ ۲۷ مارس ۱۹۰۹ – ۲۰ سپتامبر ۱۹۷۳) یک موسیقی‌دان اهل ایالات متحده آمریکا بود.